# Tiến Thành, Yên Thành
Tiến Thành là một trong 39 đơn vị hành chính cấp xã thuộc huyện Yên Thành, tỉnh Nghệ An, Việt Nam. Tính đến thời điểm hiện nay thì Tiến Thành là đơn vị hành chính cấp xã mới nhất của huyện Yên Thành.
Xã Tiến Thành có diện tích 33,21 km², dân số năm 1999 là 5.288 người, mật độ dân số đạt 159 người/km².
Xã Tiến Thành được thành lập vào tháng 4/2009 trên cơ sở phân tách từ phía bắc xã Mã Thành cũ theo nghị định 07/NĐ-CP(2009){\displaystyle ^{[}2]} [2] của thủ tướng chính phủ.
Tiến thành là một xã miền núi, nằm ở phía bắc Yên Thành, Đông giáp Mã Thành và Tân Thành, nam giáp Mã Thành, Lăng thành, phía tây giáp Lăng Thành, Nghĩa Bình (Huyện Tân Kỳ), bắc giáp Quỳnh Tam, Tân Sơn (Huyện Quỳnh Tam), xã Tân Thành và nam huyện Nghĩa Đàn.
Tiến Thành gồm các Xóm: Tân Yên B, Tân Yên A, Nhân Tiến, Cầu Máng, Đồng Tròn, Đá Dựng, Yên Viên, Rộc Lúa, Tây Bắc Mã.
Nằm ở cuối huyện Yên Thành, nơi giao nhau giữa các huyện miền núi tỉnh Nghệ An, diện tích Tiến Thành chủ yếu là đồi núi, dân cư thưa thớt, kinh tế còn nhiều khó khăn, chỉ có tuyến đường Tỉnh lộ 22 nối Yên Thành và Quỳnh Lưu chạy qua, muốn ra Quốc lộ 1 phải đi qua huyện Diễn Châu gần 15 km. Ngành nghề chủ yếu là trồng cây công nghiệp giấy (gỗ tràm). Tiến Thành cũng là nơi có nhiều rừng thông lớn để lấy nhựa, số còn lại chủ yếu là canh tác lúa manh mún. Hồ Sặt nằm ở xóm Tân Yên là một trong các hồ lớn của huyện, cung cấp nước nông nghiệp cho hầu hết xã Tiến Thành và một phần Mã Thành. Tiến Thành cũng là nơi có ngọn núi Mồng Gà cao nhất huyện Yên Thành hay rú Kên Kên giàu khoáng sản. Hang đá Rộc Lúa ở phía đông cũng có trữ lượng đá vôi lớn.
Nguồn gốc dân cư: Dân cư xã Tiến Thành chủ yếu là dân góp từ các vùng miền khác nhau của tỉnh Nghệ An,như Diễn Quảng (Diễn Châu), Nhân Thành, Lăng Thành, Phú Thành (Yên Thành)... nhưng chủ đạo vẫn là dân Mã Thành gốc di cư lên từ vùng Yên Mã - Chợ An nổi tiếng với các danh nhân Trạng nguyên Bạch Liêu, Tiến sĩ Trần Đình Phong. Sớm nhất là vào những năm 1967, những người dân ở Yên Mã đã khai khẩn vùng đất nông trang Tân Yên vốn rậm rạp để xây dựng làng mạc như ngày nay.
Cơ sở hạ tầng: Tuy mới thành lập nhưng được sự quan tâm của các cấp, hiện nay Tiến Thành đã xây mới trụ sở hành chính xã 2 tầng, nâng cấp trường tiểu học Mã Thành 3, xây dựng trường,trường mầm non dân lập. Hệ thống đường nhựa bao phủ toàn xã, bê tông hóa các tuyến đượng nội bộ... Tuy nhiên, hiện nay Xã Tiến Thành vẫn chưa quy hoạch được khu chợ phục vụ nhu cầu mua bán cho nhân dân.
Hiện nay, Bí thư Đảng uỷ là ông Nguyễn Hữu Đại, Chủ tịch UBND là ông Phan Văn Vũ.
Chính quyền xã Tiến Thành do mới thành lập nên đội ngũ cán bộ còn non trẻ về cả tuổi đời lẫn năng lực quản lý,tuy những năm đầu còn xảy ra lục đục,sai phạm,... nhưng càng sau dần khắc phục để phục vụ tốt cho nhân dân. (nguồn Khắc Bình - 0129 776 7777).